# Közönséges csimpánz
A közönséges csimpánz (Pan troglodytes) fajába négy alfaj tartozik, amelyek Afrika 21 különböző országában élnek. A bonobóval vagy törpecsimpánzzal (Pan paniscus) együtt a csimpánz (Pan) nembe tartozik.

## Előfordulása
Kizárólag Afrikában honosak. Korábban elsősorban az egyenlítői erdőkben éltek, de a fakitermelés miatt mára kiszorultak a másodlagos (levágott, majd visszavadult), valamint a mocsár-, illetve bambuszerdőkbe is.

## Alfajai
- Kelet-nigériai csimpánz (Pan troglodytes vellerosus) Gray, 1862
- Nyugat-afrikai csimpánz (Pan troglodytes verus) Schwarz, 1934
- Közép-afrikai csimpánz (Pan troglodytes troglodytes) Blumenbach, 1799
- Kelet-afrikai csimpánz (Pan troglodytes schweinfurthii) Giglioli, 1872

## Életmódja
A csimpánzok mindenevők. Bár táplálékukat elsősorban növényi részek, gyümölcsök, levelek, rügyek alkotják, nem elhanyagolható mennyiségben állati eredetű táplálékot (rovarokat, férgeket és kisebb emlősöket) is fogyasztanak.

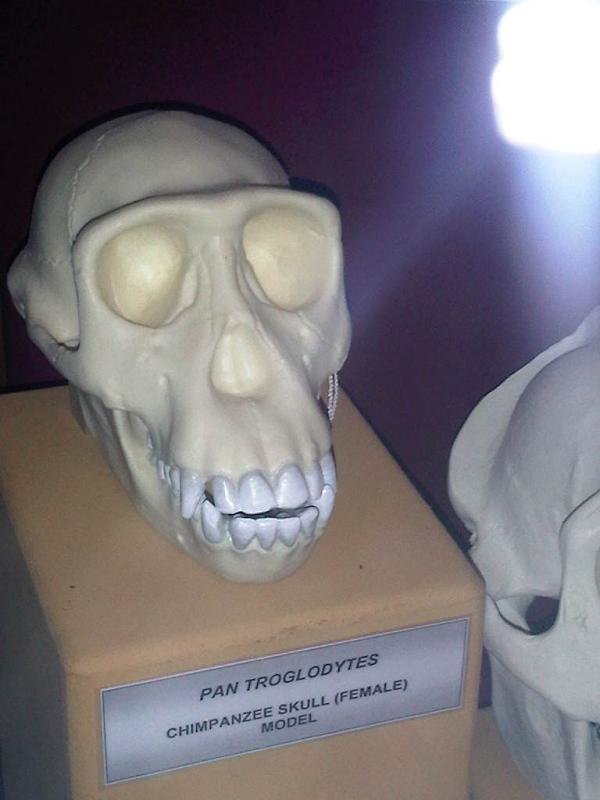
Nőstény közönséges csimpánz koponyája

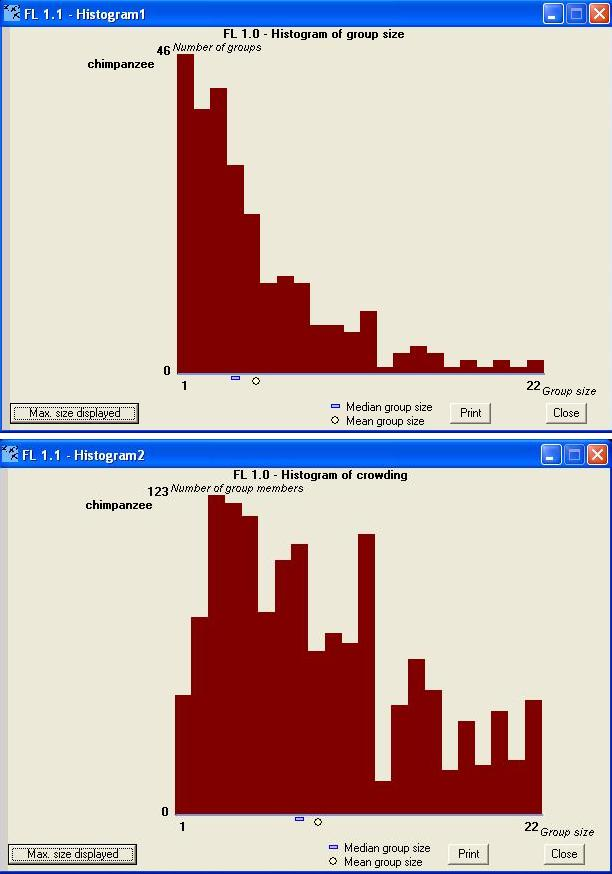
A csimpánz csapatok eloszlása (fent) és a csimpánz egyedek eloszlása (lent) a csoportméret kategóriák (vízszintes tengelyen) között. Az átlagos csoportméret kb. 5, miközben az 'átlagos egyed' mintegy 9 fős csoportban él (Tutin et al. 1983).

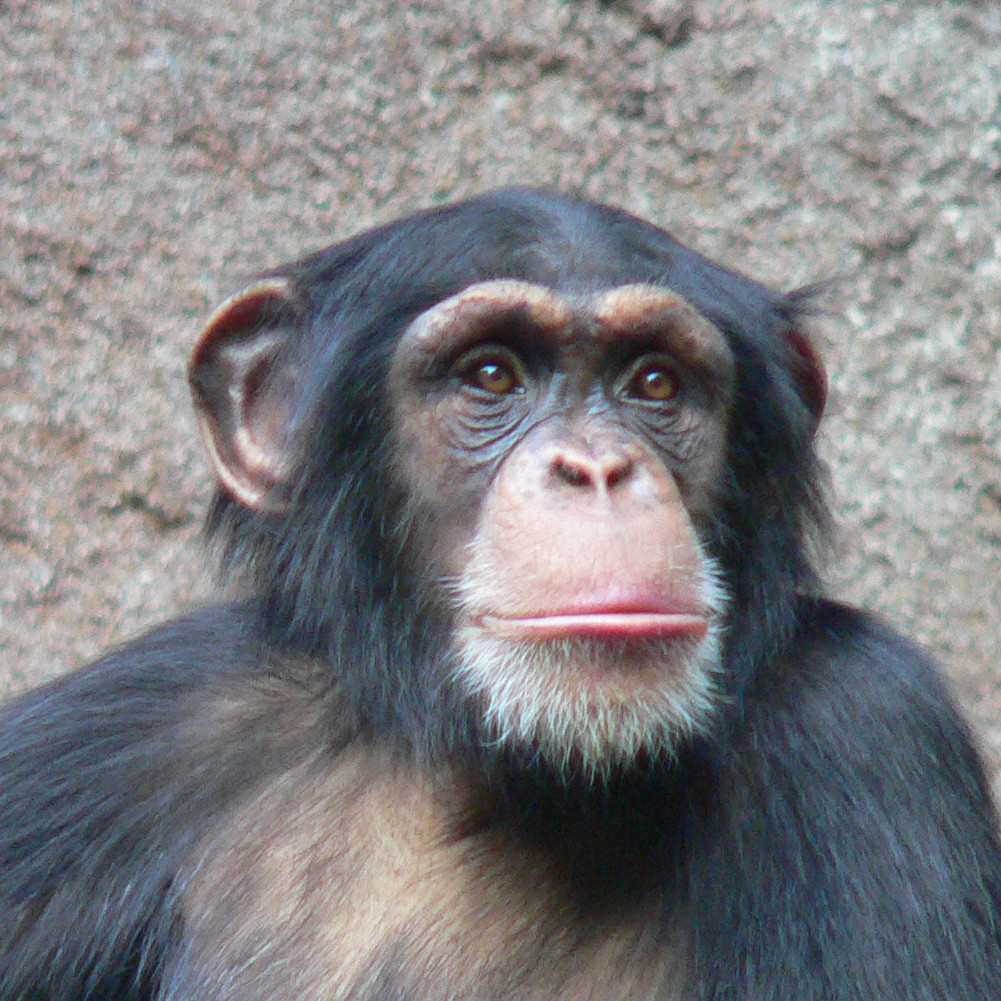
Portré

A kisebb termetű emberszabásúak közé tartoznak: a hímek 160 centiméteresek, a nőstények 130 centiméteresek, a hímek 50–70, a nőstények 40–50 kilósak. Több felnőtt nőstényből és hímből, valamint fiatalokból álló csapatokban élnek. A csoport létszáma változó, hattól akár hatvanig terjedhet. A csimpánzcsapat naponta többször is apró részekre bomlik, és kisebb csoportok esznek, alszanak, játszanak, kutatnak táplálék után. A csoportok összetétele változó, de az anyák mindig együtt maradnak kölykeikkel, és a baráti viszonyban álló hímek (az egyes hímek többnyire néhány fős baráti társaságok tagjai) is többnyire együtt vándorolnak. Nap közben többször újra összeállnak.
A csimpánzok nem osztják meg egymással a táplálékukat (csak az anyák kölykeikkel). Még a gyakori vadászat eredményét sem osztják el a résztvevők. Az, aki a hajsza végén a zsákmányt (varacskos disznó malacát, kölyök páviánt vagy más majomfélét) elkapta, igyekszik ugyan gyorsan egy nehezen hozzáférhető fára mászni vele, de eltűri, hogy a hajsza résztvevői egy-egy darabot, szárnyat-combot lecsípjenek belőle. Ez nem vált ki belőlük agressziót. Ezt az etológusok más állatfajokkal összehasonlítva nagyon békés, szociális viselkedésnek tekintik.
A magas agressziós szint miatt együttműködésük fejletlen, legfeljebb a vadászatra terjed ki: ehhez a hímek mindig csoportokba állnak össze. A hímek könnyen kapnak dührohamot apró sérelmekért, és aki elöl van a rangsorban, alaposan elnáspángolhatja a hátrébb lévőket. A győztes hím a verekedés végén körbejár, és igyekszik megnyugtatni, megbékíteni a nőstényeket, kölyköket, fiatal hímeket. Ilyesmi az emberen, a csimpánzon és a bonobón kívül egyetlen majomfélénél sem fordul elő: épp ezért ezt a három fajt békeszerető fajoknak nevezik. Az éjszakát a nagy csapatban töltik el, de minden állat egyénileg épít magának fészket a közeli fák ágai között (csak a kölykök alszanak anyjukkal).
A csimpánzcsapatban egyértelműen a hímek dominálnak, egy alfahímmel az élen. Minden felnőtt hím dominálja bármely felnőtt nőstényt, de a nőstények között is van egy dominancia-sorrend.
A csimpánzcsapat ismeri és védi területének határait. A hímek hárman-négyen-öten elég gyakran őrjáratoznak a területük határain. Az őrjáratok gyakran keverednek konfliktusba a szomszédos csapatok hímjeivel. Gyakran összeverekednek, és ha egy nagyobb csapat magányos hímmel találkozik, azt azonnal megtámadják, gyakran meg is ölik. Ezeket a támadásokat nem a csimpánzagresszió saját csapaton belüli viselkedésformái kísérik: a szomszéd hímeket prédának tekintik. Ha viszont nősténnyel találkoznak, azt körülveszik, és némi erőszakkal a saját területükre terelik, majd hetekig vigyáznak arra, nehogy visszamenjen, vagy saját nőstényeik el ne üldözzék. Az ivarérés idején a nősténycsimpánzok időnként maguktól is átballagnak a szomszédokhoz. A hímek egész életükben ugyanabban a csapatban élnek: ha elhagynák területüket, a szomszédok azonnal megölnék őket.
A közönséges csimpánz 40-50 évig él.

## Szaporodása
A nőstények 8-9 éves korukban válnak ivaréretté, de csak 10-11 évesen szülnek először. A nőstény csimpánzok ivari ciklusa az emberekéhez nagyon hasonló; nagyjából havonta egyszer kerülnek ösztruszba (amikor a petesejt megtermékenyítésre kész). Ilyenkor a külső ivarszerveik erősen megduzzadnak és bepirosodnak, így jelezve a hímeknek a párzási hajlandóságot. A dominancia-sorrend miatt elvileg csak az alfahím párosodhat a nősténnyel, de előfordulnak félrelépések is, amikor az alfahím figyelme lankad. A vemhesség 202-261 napig tart, melynek végén 1, ritkán 2 utód születik. A nőstény körülbelül három évente párosodik. A kicsik 4-5 éves korukig az anyjukkal maradnak.
- A faj szerepel a Természetvédelmi Világszövetség Vörös Listáján. IUCN. (Hozzáférés: 2011. június 28.)
- Emberszabásúak
- Az emberi természet biológiai gyökerei